# Gäldstuga

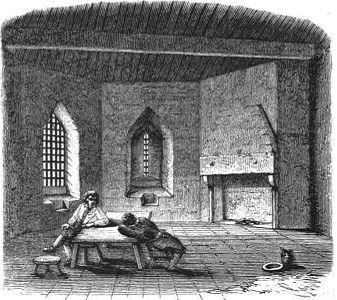
Gäldstuga i Storbritannien under viktoriansk tid, St Briavels Castle.

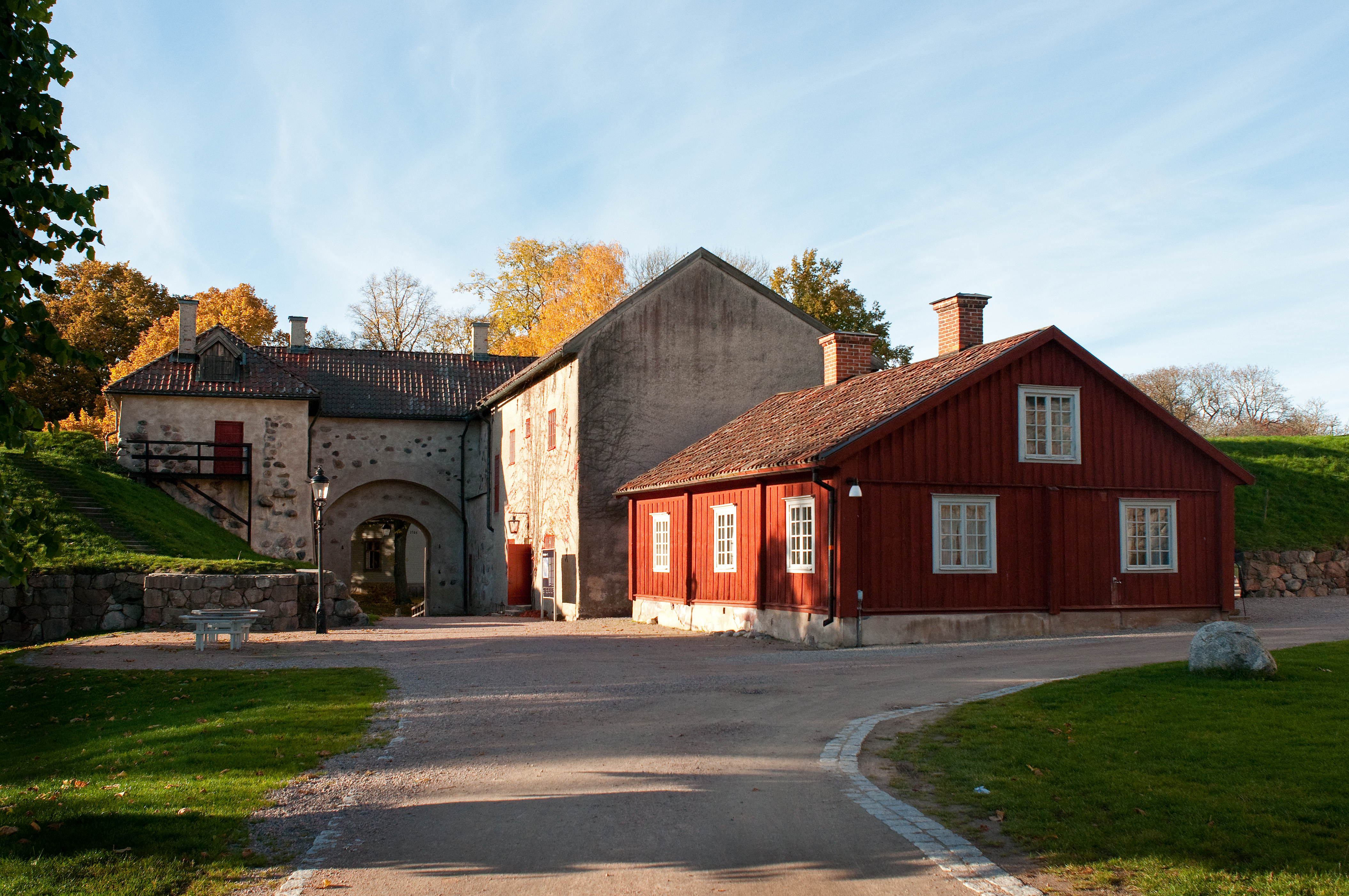
Gäldstugan vid Nyköpingshus.

Gäldstuga var förr ett häkte för människor satta i skuld (gäld), då de inte kunde betala skulden. De var vanliga fram till 1800-talet., och där inne fick den skuldsatte sitta tills anhöriga betalat skulden (se bysättning). Eftersom det var stadgat att de bysatta inte fick hållas i ”nesligt häkte” tillsammans med personer som var häktade för brott, hölls de inlåsta i speciella lokaler. Bysättningshäkten – ett annat namn för gäldstugor – fanns vanligen inom länsfängelserna eller kronohäktena. I Stockholm fanns ett särskilt bysättningshäkte på Hornsgatan 82 (tidigare Hornsgatan 74), och i universitetsstäderna fanns även särskilda häkten för akademiker fram till 1852 då den akademiska jurisdiktionen togs bort. Underhållet för den bysatte bekostades av borgenären.
Förr i tiden, särskilt under antiken, fanns skuldslaveri. Skuldsatta tvingades arbeta åt fordringsägaren tills skulden var betald. Den skuldsatte kunde också säljas som slav, som en avbetalning av skulden.